# Bùi Tuyên (Bắc Ngụy)
Bùi Tuyên (chữ Hán: 裴宣, 454 – 511), tự Thúc Lệnh, người huyện Văn Hỷ, quận Hà Đông , là quan viên nhà Bắc Ngụy trong lịch sử Trung Quốc.

## Thiếu thời
Cha là Bùi Tuấn, được tặng Bình nam tướng quân, Tần Châu thứ sử, Văn Hỷ Khang hầu. Tuyên giỏi biện luận, giàu kiến thức, sớm có tiếng tăm. Tuyên sớm mồ côi cha, thờ mẹ kính anh mà nổi tiếng hiếu thuận.
Tuyên được cử Tú tài, bèn đi kinh đô Bình Thành, gặp Lý Hân (cha vợ của anh cả Bùi Tu), cùng nói chuyện từ sáng đến chiều, được Hân khen ngợi không thôi. Tư không Lý Xung có tài nhìn người, cũng xem trọng Tuyên.

## Thời Hiếu Văn đế
Đầu thời Bắc Ngụy Hiếu Văn đế, Tuyên được trưng làm Thượng thư chủ khách lang, tiếp đón sứ giả Nam Tề là bọn Nhan Ấu Minh, Lưu Tư Hiệu, Tiêu Sâm, Phạm Vân. Sau đó được chuyển làm Đô quan lang, thăng làm Viên ngoại tán kỵ thị lang. Có lần Hiếu Văn đế tập hợp sa môn giảng kinh Phật, nhân đó mệnh cho Tuyên biện luận; ông trình bày rất hợp lý, được đế khen hay.
Sau khi nhà Bắc Ngụy dời đô về Lạc Dương, Tuyên được làm Thái tài phó tướng; sau đó được làm Phụng sứ để tuyên chỉ, diêu trừ (tức là hàm rỗng) Tư không Tư nghị tham quân. Sau đó lại được cởi chức ở phủ Tư không, chuyển làm Tư Châu trị trung, kiêm Tư đồ Hữu trưởng sử; lại được chuyển làm Biệt giá, vẫn giữ việc của Trưởng sử. Tuyên tính sáng suốt lại có tài năng, coi sóc mọi thứ trong phủ Tư đồ, không việc gì bị ngưng trệ, được xa gần khen ngợi.

## Thời Tuyên Vũ đế
Đầu thời Bắc Ngụy Tuyên Vũ đế, Tuyên được trừ chức Thái trung đại phu, lãnh chức Trung chánh của bản quận (tức Hà Đông), vẫn làm Biệt giá. Sau đó lại được làm Tư Châu đô đốc, rồi được thăng làm Thái úy trưởng sử. Tuyên kiến nghị chôn cất những binh sĩ chết trận mới được chôn tạm, gia đình có tử sĩ được tổ chức lễ chiêu hồn, miễn thuế ruộng một năm, những người bị thương được miễn binh dịch, triều đình nghe theo.
Sau đó Tuyên ra làm Chinh lỗ tướng quân, Ích Châu thứ sử; ông giỏi vỗ về, rất được lòng người Khương, Nhung. Bấy giờ nhà Bắc Ngụy lấy quận Tấn Thọ đặt thêm Ích Châu, nên sở lỵ của Tuyên đổi gọi là Nam Tần Châu. Từ trước, thủ lĩnh người Đê ở Âm Bình là Dương Mạnh Tôn có vài vạn binh, tự lập làm vương, liên kết với nhà Lương, nhiều lần xâm phạm biên thùy. Tuyên bèn sai sứ chiêu dụ, dạy lẽ thuận nghịch, Dương Mạnh Tôn cảm ơn, lập tức sai con trai vào chầu. Người Đê ở Vũ Hưng là bọn Khương Mô mấy ngàn người dâng thư xin giữ Tuyên ở lại lâu hơn, vì thế ông được Tuyên Vũ đế khen ngợi.
Tuyên cho rằng mình xuất thân từ gia đình có truyền thống lấy Nho học làm sự nghiệp, luôn mong muốn quay về quê nhà, nên dâng biểu xin cởi chức, Tuyên Vũ đế không cho; ông bèn làm Hoài điền phú để tỏ lòng. Năm Vĩnh Bình thứ 4 (511), Tuyên bệnh nặng, Tuyên Vũ đế sai Thái y chạy dịch trạm đi xem bệnh, còn ban ngự dược. Tuyên vốn thông hiểu sách Âm dương, từ khi phát bệnh đã biết sẽ không qua khỏi, tự hẹn ngày mất. Về sau quả như lời ấy.
Tuyên hưởng thọ 58 tuổi. Tuyên Vũ đế thương tiếc, tặng Tả tướng quân, Dự Châu thứ sử, thụy là Định, sau đổi là Mục.

## Con trai
- Con trưởng không rõ tên, không rõ hành trạng.
- Bùi Kính Hiến, tự Hiếu Ngu, cố sự được chép trong Văn uyển truyện
- Bùi Trang Bá, tự Hiếu Hạ, cố sự được chép phụ vào Bùi Kính Hiến truyện.
- Bùi Đình Bá, không rõ tên tự. Đình Bá nhờ học vấn mà có tiếng tăm ở kinh đô Lạc Dương, làm đến Đình úy khanh, Tế Châu thứ sử. Đình Bá ở chức Đình úy khanh thi hành pháp luật nghiêm khắc, không được lòng đồng liêu, nhưng giữ được tiếng thanh liêm. Về sau Đình Bá mất khi đang ở chức Điện trung thượng thư.